# Orbit College Football Club
Maillots
Orbit College est un club de football sud-africain fondé en 2009 et basé dans la province du Nord-Ouest. Le club est promu pour la première fois de son histoire en Premiership 2025-2026 après avoir remporté les éliminatoires à la fin de la saison 2024-2025, devenant ainsi le premier club de la province du Nord-Ouest à jouer dans l'élite après sept ans.
Orbit College avait auparavant obtenu une promotion en première division en remportant le North West Stream A de la deuxième division SAFA 2022-2023, puis en se qualifiant pour les séries éliminatoires, où ils ont perdu 3-1 contre Upington City en finale,,.

## Historique

### Demi-finale de la deuxième division de la SAFA 2022-2023
La demi-finale de la deuxième division SAFA 2022-23 entre les hôtes Umsinga United et Orbit College au stade Harry Gwala a été entachée de violences. Orbit College a gagné 1-0, et à la fin du match, les supporters ont envahi le terrain, des coups de feu ont été tirés, tandis que l'entraîneur des gardiens de but d'Umsinga United, Gezani Zondi, a été frappé à la tête et a eu besoin de soins médicaux,,.

### Sponsors
À deux matchs de la fin de la saison 2024-25 de la Première Division Nationale et alors que le club est en quête de promotion, Orbit signe avec un sponsor un contrat d'un million de rands du gouvernement provincial du Nord-Ouest.

## Résultats sportifs

### SAFA Second Division
- 2015–2016 – 1er du Nord-Ouest
- 2021–22 – 1er du Nord-Ouest A [10]
- 2022–23 – finalistes (promus), 1er North West Stream A [11].

### National First Division
- 2023–24 – 9e
- 2024–25 – 2e (promu)